# Bener Meriá
Bener Meriá (em indonésio: Bener Meriah) é uma kabupaten (regência) da província de Achém, na Indonésia. A capital é a cidade de Simpang Tiga Redelong.